# Örebro län
Örebro län är ett av Sveriges län, beläget i södra Svealand, vars residensstad är Örebro. Örebro läns valkrets är egen valkrets vid riksdagsval i Sverige.

## Historia
Örebro län har funnits under två tidsepoker, dels under perioden 1639-54, dels från år 1779.
- Före 1639 var Örebro län en del av Närkes och Värmlands län som då bestod av Närke, Värmland, Dalsland och västmanlandsdelen av nuvarande Örebro län, förutom Fellingsbro härad.
- År 1639 bildades Örebro län och bestod då av det nuvarande länet med undantag för Fellingsbro härad, som tillhörde Västerås landshövdingedöme.
- År 1640 överfördes det under andra halvan av 1500-talet bildade Fellingsbro härad bestående av socknarna Fellingsbro, Näsby och Ervalla till Örebro län. Länet hade då ungefär samma omfattning som det nuvarande länet.
- Under åren 1642-48 uppstod Järle län, sedermera Nora län. Socknarna Nora, Grythyttan (med Hällefors), Linde, Ramsberg, Ljusnarsberg, Skinnskatteberg bröts då ur Örebro län, och bildade tillsammans med Odensvi och Malma fjärdingar i Västmanland, samt Filipstads stad och Filipstads socken, Karlskoga socken, Varnums skogsbergslag och Kropps bruk i Värmland det nya länet.
- År 1648 återfördes de frånskilda delarna av länet till Örebro län, som därefter åter hade ungefär samma omfattning som det nuvarande länet.
- År 1654 inkorporerades Värmland i länet, varvid bildades Närkes och Värmlands län.
- År 1779 frånskildes Värmlands län och Örebro län bildades ånyo.
- År 1878 överfördes den s.k. Regna skate i Övre Svennevads eller Bo socken till Regna socken i Östergötlands län. Gårdarna Tyrisfall, Anderstorp, Djurslanda, Mörtsjö, Malma och Botten hörde fram till dess Bo socken, Sköllersta härad i Närke.
- År 1890 överfördes delar av Fellingsbro socken till Västra Skedvi socken i Västmanlands län. Vidare del av Askers socken till Västra Vingåkers socken i Södermanlands län samt del av Nysunds socken till Visnums socken i Värmlands län. Till Örebro län överfördes holmarna Rökneön och Röknehuvud från Västra Ny socken i Östergötlands län till Hammars socken.
- År 1900 överfördes del av Skinnskattebergs socken i Västmanlands län till Ramsbergs socken, samtidigt som ett område av Ramsbergs socken fördes till Skinnskattebergs socken.
- År 1950 fördes ett mindre område av Ljusnarsbergs socken till Grangärde socken i Kopparbergs län.
- År 1952 överfördes Bjurtjärns socken till Värmlands län.
- År 1954 fördes vissa delar av Godegårds socken i Östergötlands län till Zinkgruvans samhälle i Hammars socken.
- År 1963 överfördes ett område kring Malingsbo-Kloten med 3 invånare och en areal på 2,01 kvadratkilometer från Malingsbo socken i Dalarna till Ramsbergs socken och Örebro län.[3]

- År 1967 mottogs Finnerödja och Tiveds socknar från Skaraborgs län.
- År 1974 överfördes Götlunda socken till Västmanlands län.
- År 1995 gjordes en gränsrevision så att de delar av samhället Läppe som tidigare låg i Örebro kommun och Örebro län överfördes till Vingåkers kommun och Södermanlands län. Fastighetsbeteckningarna är dock fortfarande Östra Dimbo. Hela samhället Läppe ligger numera i samma kommun och samma län.

## Geografi
Länet består av landskapet Närke samt delar av landskapen Värmland, Västergötland, Västmanland, Östergötland och Dalarna (mindre delar av Närke tillhör emellertid Västmanlands, Södermanlands respektive Östergötlands län). 

### Topografi
Högsta berg är Eskilsberget i Hällefors kommun med sina 446 m ö.h.

### Hydrografi
De största sjöarna är Vättern och Hjälmaren.

### Naturskydd
Länet har två nationalparker, Tivedens nationalpark och Garphyttans nationalpark. Antalet naturreservat är ca 300 stycken varav ca 40 kommunala. 

## Styre och politik

### Administrativ indelning

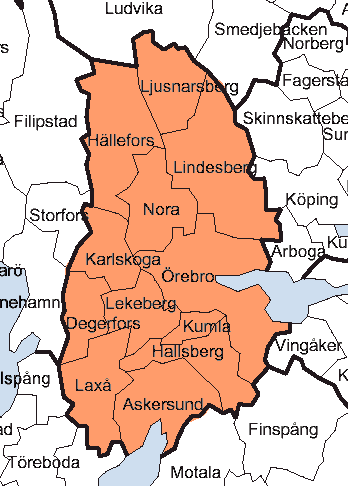
Kommuner i Örebro län (gula)

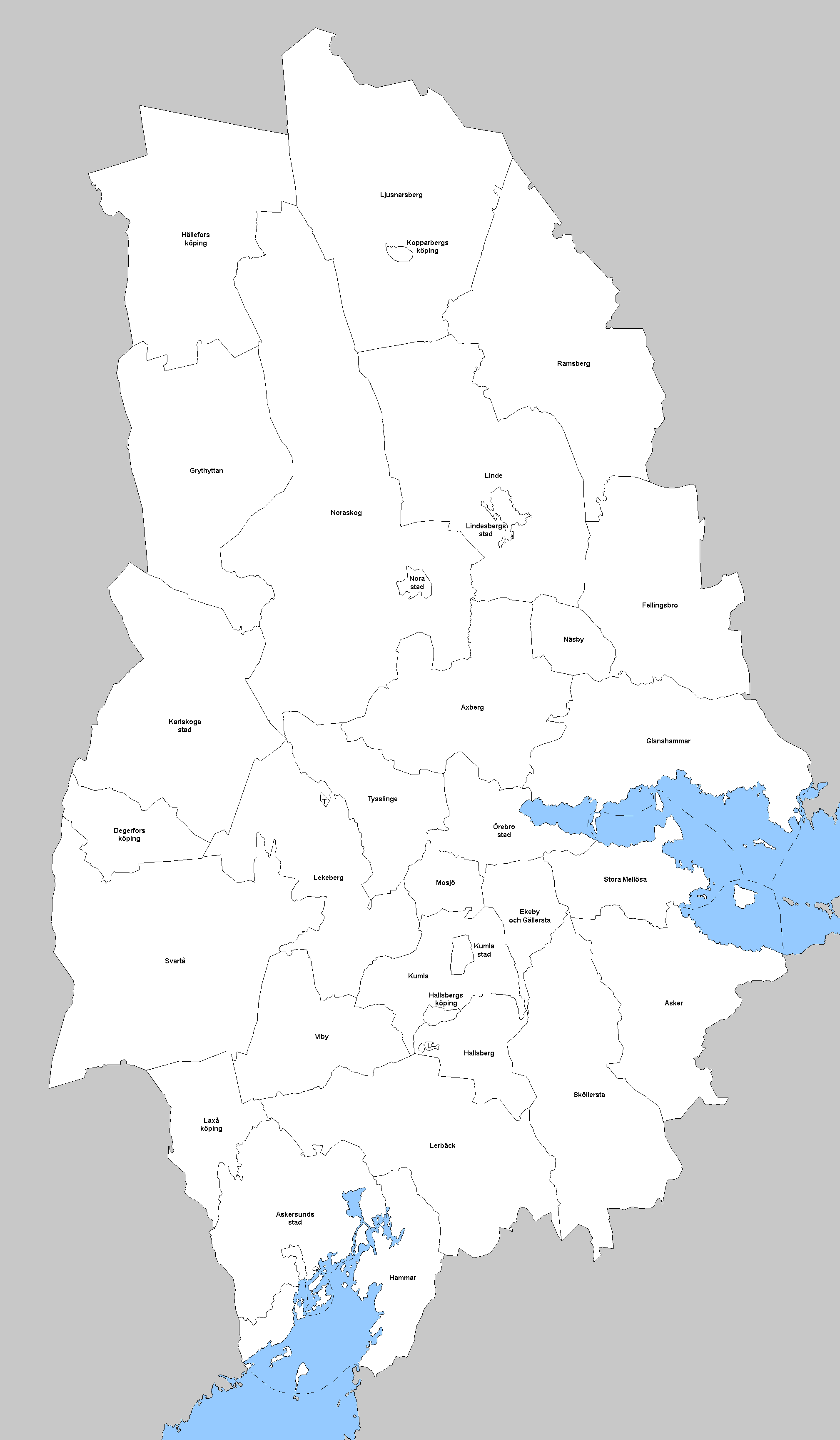
Kommuner i Örebro län 1952. Notera att länsgränsen har ändrats sen dess. Tivedens landskommun mottogs från Skaraborgs län år 1967. 1974 överfördes delar av Glanshammars landskommun (Götlunda församling) till Västmanlands län.

Länet har 12 kommuner där Ljusnarsberg är den minsta befolkningsmässigt med 4 342 invånare, och Örebro den största med 160 343.
Folkmängd per 31 mars 2025.
| Namn                 | Folkmängd |
| -------------------- | --------- |
| Örebro kommun        | 160 343   |
| Karlskoga kommun     | 30 148    |
| Lindesbergs kommun   | 23 093    |
| Kumla kommun         | 22 622    |
| Hallsbergs kommun    | 16 130    |
| Askersunds kommun    | 11 437    |
| Nora kommun          | 10 604    |
| Degerfors kommun     | 9 233     |
| Lekebergs kommun     | 8 580     |
| Hällefors kommun     | 6 272     |
| Laxå kommun          | 5 396     |
| Ljusnarsbergs kommun | 4 342     |

## Befolkning

### Demografi

#### Tätorter
De största tätorterna i länet enligt SCB:
| Nr | Tätort     | Folkmängd (31 december 2018) |
| -- | ---------- | ---------------------------- |
| 1  | Örebro     | 120 650                      |
| 2  | Karlskoga  | 27 556                       |
| 3  | Kumla      | 16 787                       |
| 4  | Lindesberg | 9 729                        |
| 5  | Hallsberg  | 8 421                        |
| 6  | Degerfors  | 7 344                        |
| 7  | Nora       | 6 740                        |
| 8  | Hällefors  | 4 506                        |
| 9  | Askersund  | 4 172                        |
| 10 | Laxå       | 3 119                        |

Residensstaden är i fet stil

#### Befolkningsutveckling
| Befolkningsutvecklingen i Örebro län 1970–2024 | Befolkningsutvecklingen i Örebro län 1970–2024 | Befolkningsutvecklingen i Örebro län 1970–2024 | Befolkningsutvecklingen i Örebro län 1970–2024 | Befolkningsutvecklingen i Örebro län 1970–2024 |
| ---------------------------------------------- | ---------------------------------------------- | ---------------------------------------------- | ---------------------------------------------- | ---------------------------------------------- |
|                                                |                                                |                                                |                                                |                                                |
| År                                             |                                                |                                                | Invånare                                       |                                                |
| 1970                                           | 1970                                           |                                                | 275 490                                        | 275 490                                        |
| 1975                                           | 1975                                           |                                                | 273 923                                        | 273 923                                        |
| 1980                                           | 1980                                           |                                                | 274 356                                        | 274 356                                        |
| 1985                                           | 1985                                           |                                                | 270 211                                        | 270 211                                        |
| 1990                                           | 1990                                           |                                                | 272 513                                        | 272 513                                        |
| 1995                                           | 1995                                           |                                                | 276 417                                        | 276 417                                        |
| 2000                                           | 2000                                           |                                                | 273 615                                        | 273 615                                        |
| 2005                                           | 2005                                           |                                                | 274 121                                        | 274 121                                        |
| 2010                                           | 2010                                           |                                                | 280 230                                        | 280 230                                        |
| 2015                                           | 2015                                           |                                                | 291 012                                        | 291 012                                        |
| 2020                                           | 2020                                           |                                                | 305 643                                        | 305 643                                        |
| 2024                                           | 2024                                           |                                                | 308 375                                        | 308 375                                        |
| Källa: SCB - Folkmängd efter region och tid.   |                                                |                                                |                                                |                                                |

## Kultur

### Traditioner

#### Kultursymboler och viktiga personligheter
Länsvapnet
Blasonering: Sköld kluven av Värmlands och Västmanlands vapen och däröver i en ginstam Närkes vapen.
Vapnet fastställdes av Kungl Maj:t 1944 och innefattar de då ingående landskapens vapensköldar. Senare har en del av landskapet Västergötland tillfogats (Tiveden), men detta har inte föranlett någon ändring.
Länssymbolen är den röda näckrosen som växer naturligt i sjön Fagertärn.